# أنطونيو بسنتي
أنطونيو بسنتي (بالإيطالية: Antonio Pesenti)‏ (مواليد 17 مايو 1908 - الوفاة 10 يونيو 1968) كان دراج إيطالي في صنف سباق الدراجات على الطريق.

## سباقات أو مراحل فاز بها
- طواف فرنسا
- طواف إيطاليا

## روابط خارجية
- أنطونيو بسنتي على موقع أرشيف الدراجات (الإنجليزية)
- أنطونيو بسنتي على موقع إحصائيات الدراجات الإحترافية (الإنجليزية)
- أنطونيو بسنتي على موقع CycleBase (الإنجليزية)